# Чарнокітизація
Чарнокітизація (рос. чарнокитизация, англ. charnockitization; нім. Charnockitisation f) — утворення чарнокітів як наслідок перекристалізації піроксен-(кварц)-плагіоклазових сланців, габро-норитових, габроїдних та ін. гірських порід в умовах глибинного метаморфізму.
Процес аналогічний гранітизації.